# Parque provincial Ernesto Tornquist
El Parque provincial Ernesto Tornquist es un área protegida argentina, ubicado al sudoeste de la provincia de Buenos Aires, en el partido de Tornquist, a la vera de la Ruta Prov. 76 a la altura del kilómetro 225. Está enclavado en la zona central del Sistema de Ventania, conocido por los aborígenes como Casuhati.
Posee una superficie de 9879ha y cuenta con un campamento en la base del cerro Ventana, un sendero hacia el hueco en su cima —formación natural que da el nombre a este sistema serrano y fuera declarado Monumento Natural en 1959— y un centro de interpretación en el sector administrativo ubicado al pie del cerro. Se encuentra a 22 km de la localidad turística de Sierra de la Ventana, a 27 km de la localidad Tornquist, cabecera del distrito y a 100 km de la ciudad de Bahía Blanca.
El Parque Ernesto Tornquist fue constituido con varios objetivos biológicos, y posee un jardín botánico que estudia y protege varias especies endémicas y raras, propias del Sistema de Ventania, con poblaciones muy reducidas o confinadas a un hábitat específico. Estas especies presentan una gran vulnerabilidad, dado que fuera de sus límites no se han encontrado ejemplares o no está garantizada su supervivencia. Las plantas endémicas de mayor riesgo son Polygala ventanensis y Mostacillastrum ventanense * (Sisymbrium ventanensis), las cuales tienen una demografía agrupada y sus poblaciones están conformadas solo por unos pocos individuos.

## Geografía

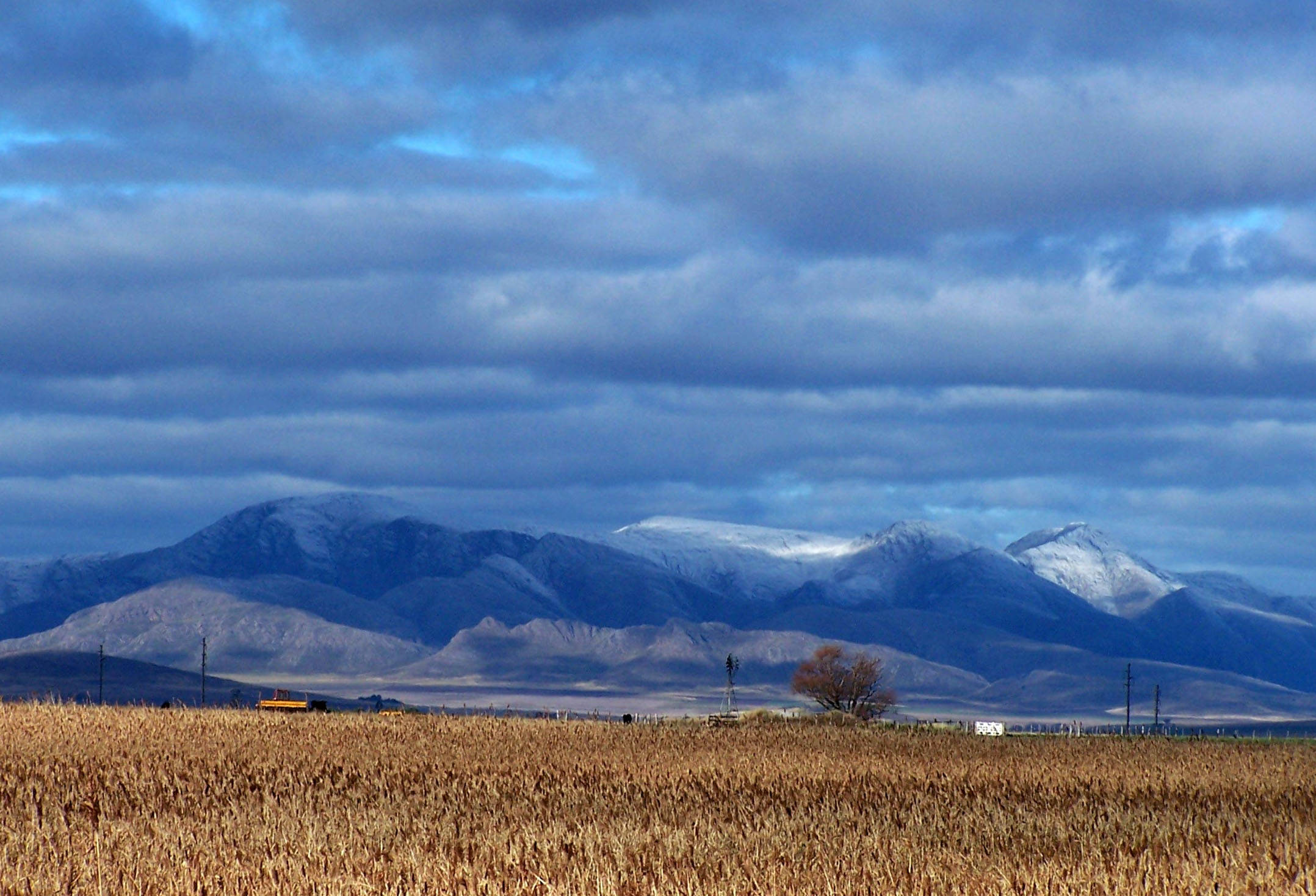
Panorámica del sistema de Ventania.

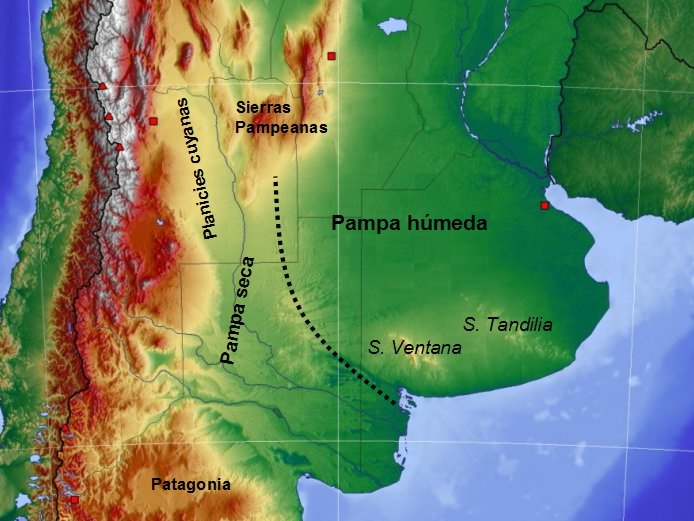
Región pampeana.

El Parque Provincial Ernesto Tornquist está enclavado en el centro del Sistema de Ventania, también denominado «Sierras Australes de la provincia de Buenos Aires». Este sistema se extiende por 170 km en dirección noroeste sureste y abarca una superficie de aproximadamente 480 000 ha, emplazadas entre las coordenadas 37°31′S 62°50′O / -37.517, -62.833 y 38°23′S 61°13′O / -38.383, -61.217. Está conformado por tres cordones principales, identificados como Sierras de la Ventana, Sierras de las Tunas y Sierras de Pillahuincó, con alturas máximas de 1243 m s.n.m., 650 y 550 m s.n.m. respectivamente, y cuatro sistemas serranos menores conocidos como Sierras de Curamalal, Sierras de Bravard, Sierras de Puán y Sierras de Chasicó.
El clima es templado, con mayor humedad en las zonas interserranas; las precipitaciones oscilan entre los 500 y 800 mm anuales y las épocas más lluviosas son la primavera, fines del verano y principios del otoño. La temperatura media del verano es de 20,5 °C, con una máxima absoluta de 40 °C, y en invierno promedia 8 °C y se producen heladas y ocasionalmente algunas nevadas. Gracias al sistema hidrográfico de la zona, el parque es la cuenca de nacimiento del río Sauce Grande, y dado que éste es uno de los principales recursos de agua para la ciudad de Bahía Blanca, es necesaria la protección del mismo para prevenir cualquier tipo de contaminación. Este lugar se encuentra surcado por valles transversales y del mismo también nacen arroyos como el río Sauce Chico, arroyo del Loro y el arroyo Ventana.

## Historia

### Primeros habitantes
El Sistema Serrano de Ventania se ha destacado dentro de la zona conocida como la Región Pampeana por ser un área ideal para el sustento de los grupos humanos cazadores-recolectores, ya que en él se concentran abundantes recursos indispensables para la subsistencia como el abastecimiento permanente de agua potable, la abundancia de presas de caza y una gran variedad de frutos comestibles. Por otro lado, gracias a su accidentada geografía de pendientes abruptas, cañadones, precipicios y afloramientos rocosos, la región del parque proveía a sus moradores de un resguardo natural ante las inclemencias del clima y era una importante fuente de grandes recursos líticos. Se estima que los primeros humanos llegaron al área de Sierra de la Ventana hace 6000 años; pero las evidencias arqueológicas más evidentes, que se encuentran a lo largo de las cuencas de los arroyos y en las costas de las lagunas cercanas al sistema serrano, son fechadas con unos 3000 años de antigüedad. La abundante presencia de sitios decorados con distintas expresiones de arte rupestre dan evidencias de los vínculos sociales e ideológicos que desarrollaron los primeros habitantes del Sistema de Ventania.

### Pueblos originarios
El primer grupo étnico identificado con un nombre específico para esta región es la nación «chechehet», situada en una amplia área de circulación ya que era un pueblo nómada de cazadores y recolectores. Estos grupos étnicos recorrían toda el área que va desde el río Negro hasta el norte de la actual provincia de Buenos Aires, y el paso estratégico o punto de descanso siempre fueron las sierras Casuhati. Los grupos de aborígenes que circulaban a lo largo de toda la región pampeana pertenecían a un grupo o etnia mayor conocida como «puelches».
El sacerdote jesuita Tomás Falkner (1702 – 1784) fue uno de los primeros etnólogos que actuó en la región del Sistema de Ventania. Comisionado por el Gobierno de la Corona Española, permaneció casi cuarenta años trabajando como misionero, donde realizó numerosas exploraciones y acopió gran cantidad de información sobre los indígenas, la fauna, la flora y los accidentes naturales del territorio y detalló la interrelación de varios grupos étnicos en esta área. Además, fue el primero en vivir entre la nación «chechehet» en la región del Casuatí. El pueblo «chechehet» era identificado por los españoles como los «serranos» y Falkner relata en su libro:

«Los Chechehets que viajan al río Colorado, van directamente al Vuulcan, aproximándose más hacia la costa, y pasan entre el Casuhati y el mar, unas 15 leguas al este de aquel cerro, y otras tantas al oeste del mar; porque así evitan un gran desierto medanoso, que llaman Huecuvu Mapu o el País del Diablo, en que podrían perecer ellos y sus familias si llegase a levantarse una tempestad de viento y los tomase en la travesía».

También identifica a los «tehuelhets», conocidos por los españoles como «indios patagones», y los «pehuenches», e identifica a otros grupos menores llamados «taluhets» y «diluihets», conocidos como «indios pampas» y subdivide otros grupos menores propios de las sierras como los «leuvuches, los «calille-het», los «chulilau eunnees», «sehuaun-cunnes», y «yacana-cunnees».

### Colonización española
El Casuhati, era el hábitat de diversos grupos indígenas al momento de la llegada de las misiones jesuitas a las tierras conquistadas por la Corona Española. Los primeros mapas de Argentina donde aparece el nombre “Casuhati” también los realiza Falkner, y los publica por primera vez en su obra Descripción de la Patagonia de 1735, donde describe las costas del Virreinato del Río de la Plata y la región del Sistema de Ventania.
En esa época Falkner relata que uno de los mayores impedimentos en los avances de la frontera, detenida precisamente en las sierras Casuhati, se debía al cacique Cangapol, apodado por los españoles como "El Bravo", que en agosto de 1751 destruyó las Reducciones Jesuíticas de "Los Desamparados" y las "del Pilar". En estas reducciones los españoles, a lo largo del siglo XVII, proveyeron a los nativos abundantes cantidades de aguardiente lo cual significó un importante proceso de transformación en sus estructuras socioculturales. Por este motivo y por la avanzada de la colonización española para finales del siglo XVII los pueblos araucanos ya comerciaban con los españoles sus manufacturas locales: sal, caballos y vacunos. Con respecto a la zona específica del Parque Tornquist, cabe destacar que está emplazado en un paso transitable naturalmente entre las altas montañas, por donde los nativos llevaban su ganado, por medio de caminos abiertos entre los bosques nativos llamados "rastrilladas" y muchos de los lugares de encierro se establecían en la llanuras colindantes a las sierras, de donde obtenían una fuente segura de agua limpia.
Es en ese entorno que el cacique Cacapol, y su hijo Nicolás Cangapol, instalados en las inmediaciones del arroyo Sauce Grande, al pie del Cerro Ventana, lanzaban ataques a los primitivos campos pertenecientes a las colonias enemigas. Las cartas de los tenientes al mando de campañas militares del año 1740, narran:

desde el norte de la Patagonia hasta la Sierra de la Ventana, los indios de lengua araucana eran ya una presencia regular y sumaban fuerzas no menores que las de los caciques autóctonos Cangapol, Yahati y Calelian.

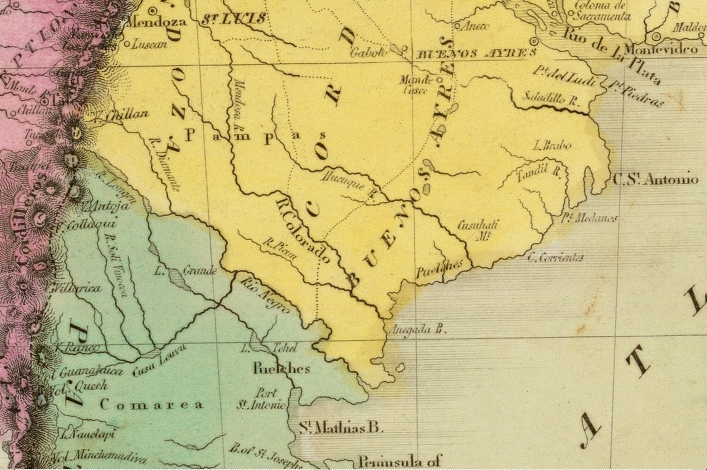
Mapa de 1833, señalado como Cusuhati Mt.

Durante sus expediciones al sur de la Patagonia, Charles Darwin cita:

Antiguamente la sierra de la Ventana era uno de sus puestos favoritos y hace tres o cuatro años se ha luchado mucho en este sitio. Mi guía estuvo en uno de esos combates, donde muchos indios perdieron la vida. Las mujeres lograron llegar a la cima del monte y allí se defendieron con bravura, haciendo caer grandes piedras sobre los soldados. Muchas de ellas lograron ponerse a salvo". Charles Darwin, 1833.

Con el corrimiento de la "línea de conquista" de la campaña del desierto y a partir de 1876 cuando se establece el Fuerte Argentino sobre la cuenca del río Sauce Chico, los campos al oeste del Casuhati ya eran conocidos como "La Sierra de la Ventana" y la población aborigen de "las pampas" era gente pacífica que se relacionaba con los españoles, que paulatinamente los fueron asimilando por estos poblados en constante expansión. La mayoría de estos campos y cerros fueron adquiridos en 1886 por Ernesto Tornquist, quien inició la formación de una colonia agrícola fraccionando los campos, para su posterior venta a los nuevos colonos que se establecían en la región. En 1905 se crea el partido de "Las Sierras" (Actualmente Partido de Tornquist), situando el pueblo de Tornquist sobre la estación del ferrocarril para el asiento de las autoridades.

### Creación del parque

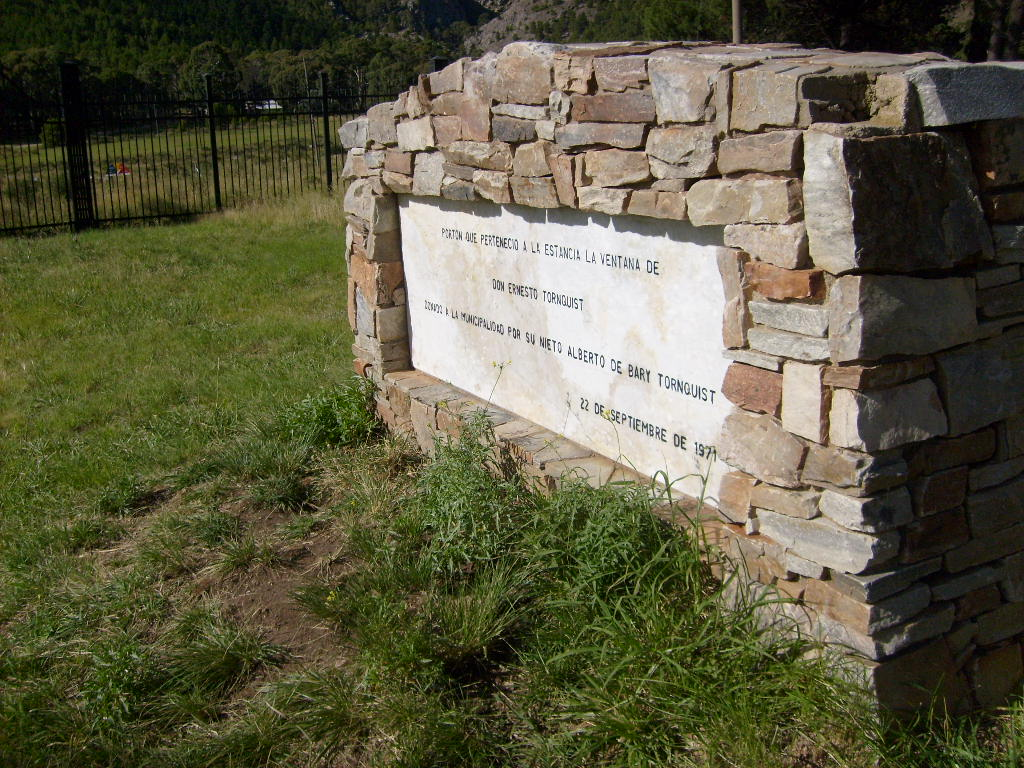
Placa conmemorativa de la donación de la "Estancia Ventana" por parte del Sr. Alberto de Bary Tornquist.

El parque provincial fue creado en 1937 por la Ley Provincial N.º 5 421/1958 bajo el mandato del entonces gobernador de la Provincia de Buenos Aires Dr. Manuel A. Fresco, quien creó varios parques más. Particularmente las tierras que constituyen el Parque Provincial Ernesto Tornquist fueron incorporándose en etapas y el primer lote fue un campo de 583 ha conocido como "La Blanqueada" donde nace el Río Sauce Grande donado al estado en 1936 por su propietario Martín Tornquist, quien además el 11 de mayo de 1937 con la presencia del Gobernador Fresco, el ministro de Obras Públicas Ing. José María Bustillo, vendió en un precio inferior a la valoración fiscal el lote "El Abra" de 2 499 ha donde se eleva el Cerro de la Ventana que es la formación natural que da nombre a todo el sistema serrano y fue declarado Monumento Natural en 1959; ese mismo día también vendió a mitad de precio el campo conocido como "El Avestruz" de 722 ha.
Posteriormente en 1940 el Estado expropió 2.893 ha pertenecientes a unos lotes lindantes conformando así la superficie actual del parque que es de 6 707 ha. De éstas, 700 ha pasaron luego al dominio del Ministerio de Educación y a partir del año 1958 4876 ha fueron declaradas como Reserva Integral de Flora, Fauna y Gea con acceso vigilado (según la Conferencia Internacional para la Protección de la Naturaleza, Brunnen, Suiza realizada en julio de 1947) y ratificada por el decreto 19322/57. El resto de los lotes se hallan dentro de la definición de "parque" y el Cerro Ventana fue declarado "monumento natural con grado de protección", establecido en la Convención sobre la Protección de la Flora, Fauna y de las Bellezas Escénicas Naturales de los Países de América en Washington D. C. en el año 1940.

## Bioma
El parque integra el distrito fitogeográfico Pampeano Austral, de la provincia fitogeográfica Pampeana. Es una excepción al resto del área por su clima, promedio de lluvias, y altitud; por ejemplo, tiene dentro de su formación orográfica al cerro Ventana, de 1134 m s. n. m., que es por lejos una altura muy superior a la media de la región pampeana. Por estas características especiales, el parque es el hábitat de las iguanas de cobre (Prystidactylus casuhatiensis), que por lo general suelen ser avistadas en primavera y verano y cuenta con al menos tres especies vegetales también consideradas como endémicas: el llantén plateado (Plantago bismarcki), Festuca ventanicola y Senecio ventanensis.

### Flora
Florísticamente pertenece al Distrito fitogeográfico Pampeano Austral de la Provincia fitogeográfica Pampeana. Más de 300 especies de plantas vasculares conforman la enorme diversidad de la flora autóctona y foránea del parque, distribuidas a lo largo de la base de los cerros, en las barrancas de los arroyos y en los valles, tales como las típicas gramíneas, que constituyen la formación vegetal dominante de esta región y entre las que se destacan la paja vizcachera, flechillas, cardos, abrepuños, paja colorada y el pasto de vaca que es muy buscado por los animales domésticos. En los lugares más húmedos se encuentras las cortaderas, que aparecen tanto en valles como en las laderas.

#### Áreas Valiosas de Pastizal (AVPs)

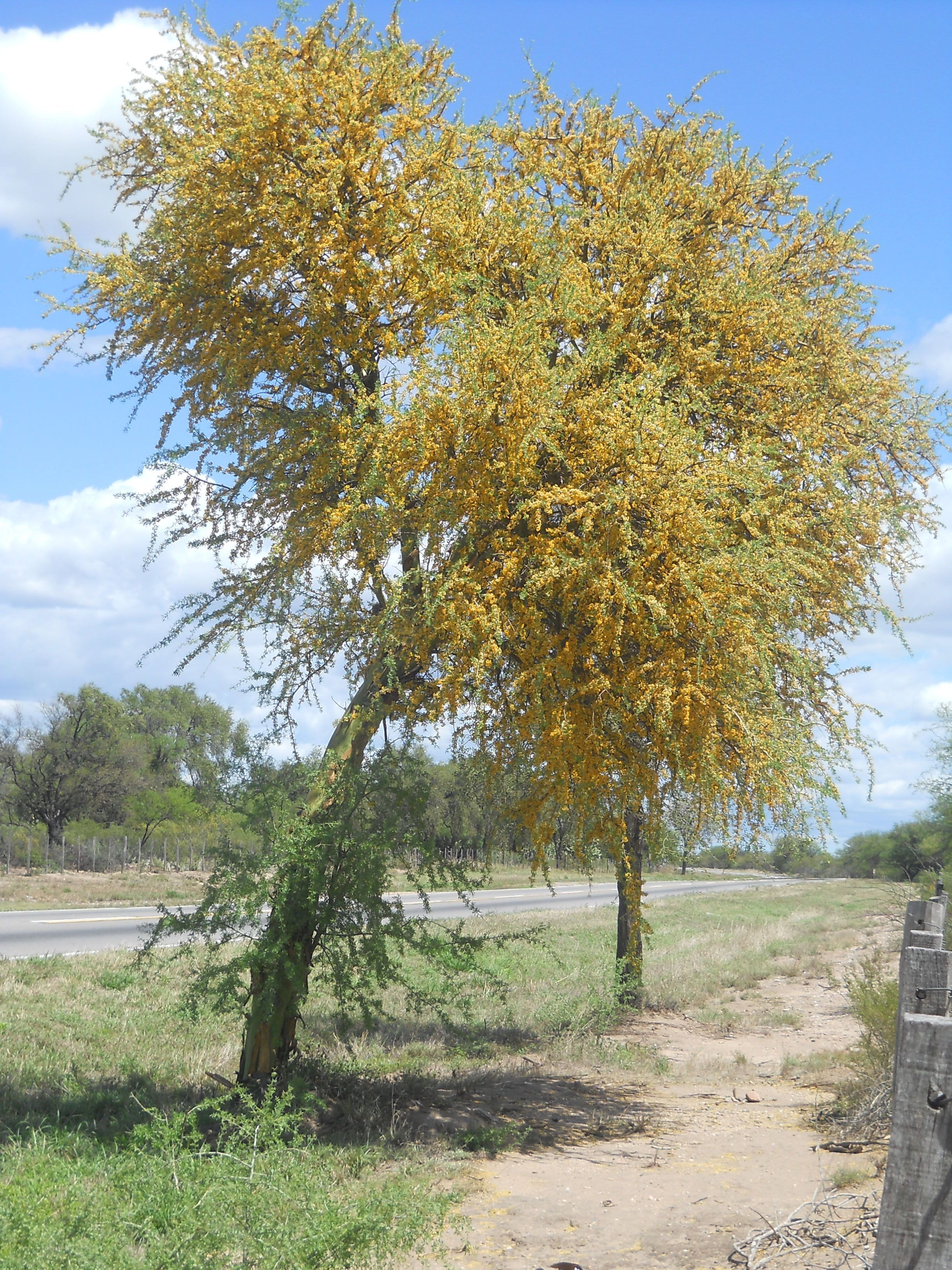
Chañar en floración.

El Parque provincial Ernesto Tornquist, como reserva, ha sido incluido entre las Áreas Valiosas de Pastizal (AVPs) identificadas para Argentina, Uruguay y sur de Brasil. El parque preserva abundantes pajonales de cabello de ángel, resistente a fuertes inviernos. Esta especie crece en los barrancos del parque junto con las enormes cortaderas, también llamadas "cola de zorro", que siguen los cursos de agua y son un hábitat importante para muchas especies de aves.
También el Blechnum chilense (llamado costilla de vaca) se encuentra en las riberas de los arroyos serranos y cuevas muy húmedas De grandes ramas leñosas y rizomas rastreros, es el helecho erecto de mayor porte, alcanzando hasta 1 metro de altura.
Entre las especies más grandes se cuentan los chañares, aguaribay o molles, brusquillas y chilcas.

#### Especies endémicas
También se desarrollan en algunos lugares grupos plantas de endémicas de Ventania, exclusivas de estas sierras, entre las cuales se puede mencionar a Plantago bismarckii conocido como llantén plateado o pinito plateado, que por lo general crece en los roquedales de pendiente suave. Se trata de un arbusto leñoso que se desarrolla en forma de "bola" y es la especie considerada "emblema del Sistema de Ventania", aunque presenta problemas de conservación.
También hay gramíneas como el "pasto de las sierras" Festuca ventanícola. Es una hierba que forma matas sedentarias y semicirculares en las partes altas de las sierras, de follaje de láminas finas verdes-azuladas. Aunque bien adaptada a las heladas y nevadas muy frecuentes en invierno y tolerante a las sequías que afectan al sistema de Ventania, es una de las especies afectadas por los intensivos pastoreos de animales foráneos que se han naturalizado en el parque y la región.
Otras especies endémicas son el Senecio ventanensis y las margaritas de la cumbres (Grindelia ventanensis), exclusivas de sistema de Ventania, que se desarrollan a gran altura en las cumbres y solo florecen en verano. El lupino pampa (Lupinus aureonitens), endémico de toda la región Pampeana, se desarrolla también en el parque pero su conservación se encuentra amenazada. Las "rosaditas" (Olsynium junceum subsp. lainezii), de flores muy bonitas en primavera, solo crecen en el sistema de Ventania y el sistema de Tandilia, entre pastizales de las sierras. Otra especie endémica es la malva de las sierras (Pavonia cymbalaria) que sólo crece en ambientes rocosos. La poa de las sierras (Poa iridifolia), otra de las especies endémica de los Sistemas de Ventania y del sistema de Tandilia, se desarrolla en los roquedales abruptos y húmedos en las partes altas del sudoeste de las sierras en el otoño-invernal y florece desde la primavera temprana hasta el verano, es tolerante a los suelos pobres, al viento y al frío y es utilizada para controlar la erosión en barrancas secas.

#### Otras especies

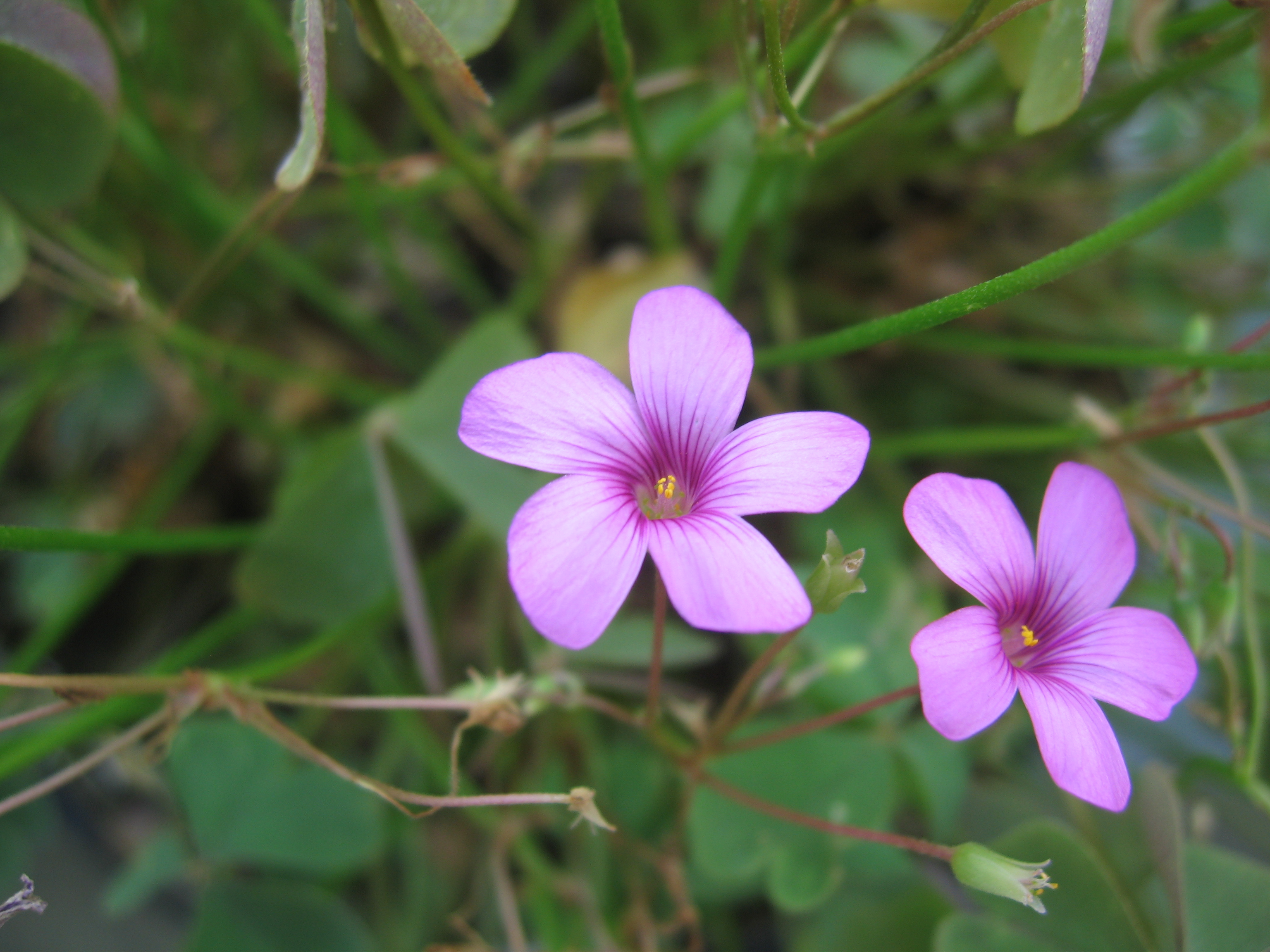
Oxalis articulata (vinagrillo rosado)

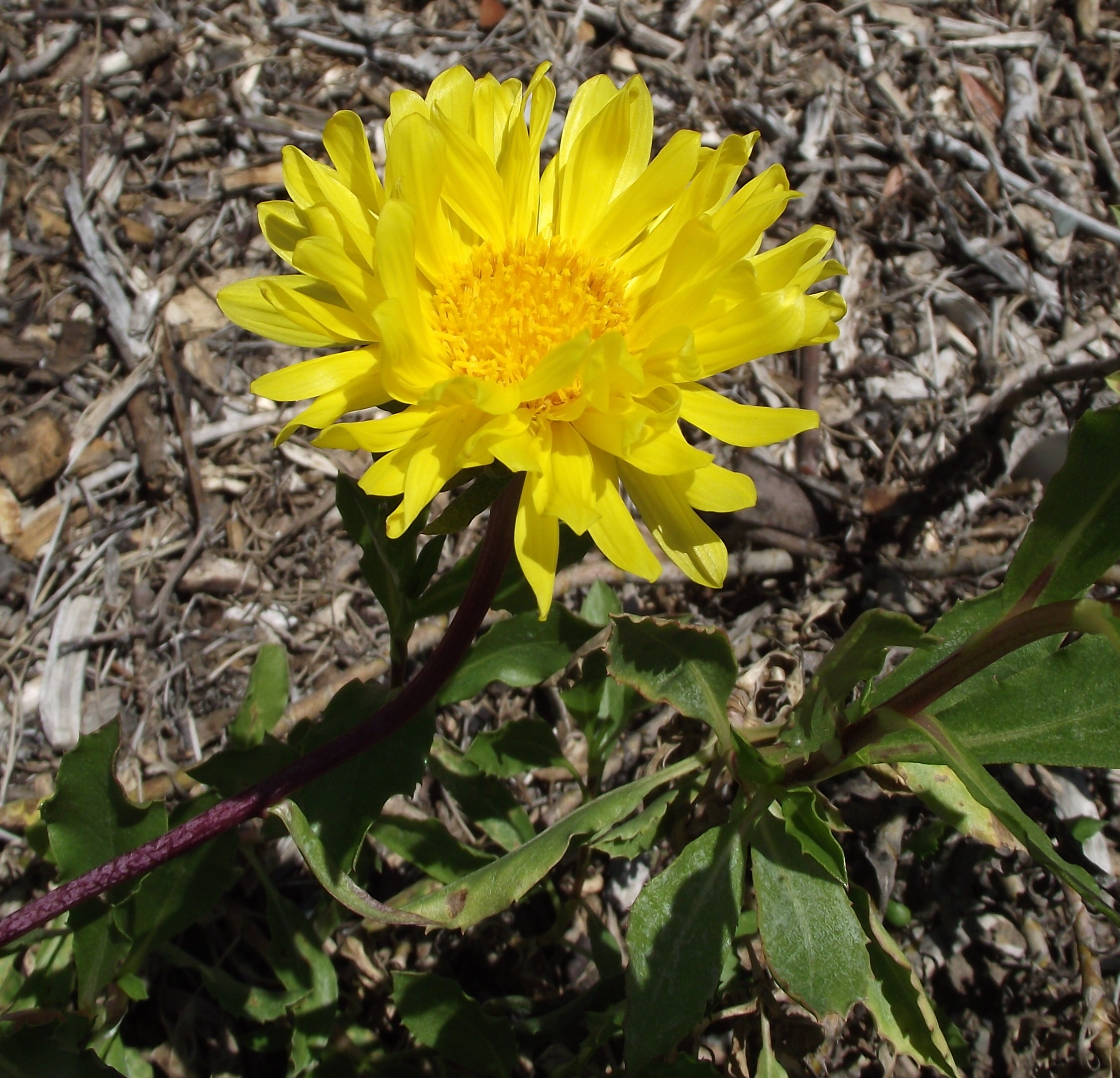
Grindelia chiloensis

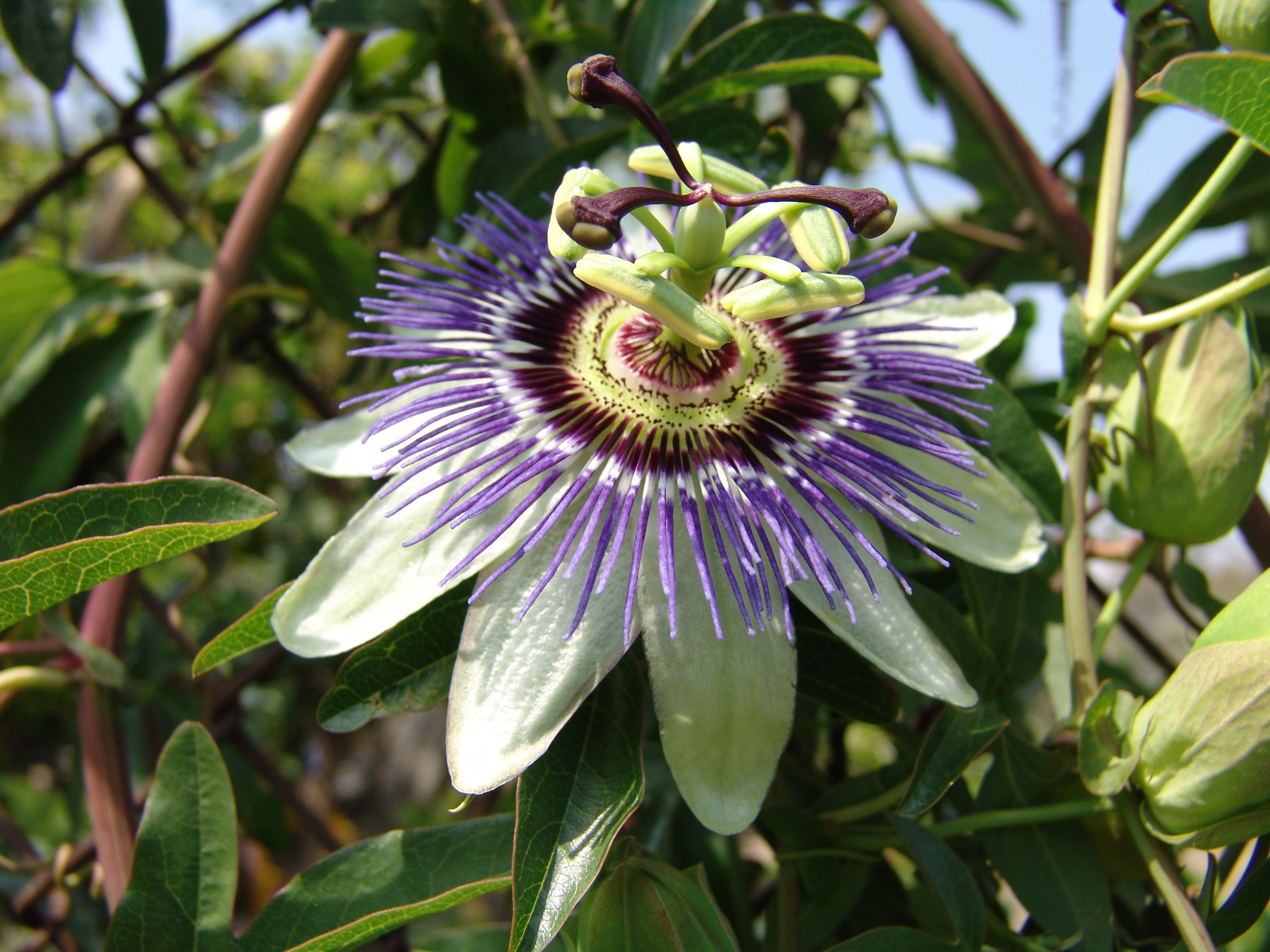
Passiflora caerulea (Pasionaria, o mburucuyá)

Una especie no endémica del Sistema de Ventania pero sí exclusiva de la región pampeana y que se desarrolla dentro del parque es el vinagrillo rosado. Común al costado de caminos, florece en primavera, verano y otoño y sus tubérculos son comestibles. Otras son la flor de seda (Portulaca grandiflora), que crece en las laderas bajas del parque y se abre al mediodía y la topa topa (Calceolaria parviflora), que sólo se encuentra en roquedales altos en las sierras.
Dentro de los roquedales también se observan numerosos líquenes (simbiosis de hongos y algas) y varias plantas resistentes a las sequías, tales como claveles del aire y helechos ubicados en las bases de las grandes piedras y entre las fisuras de las rocas y algunas especies de cactus bajos.
En las partes altas de la sierra encontramos plantas características de regiones australes, como la botón de oro de hermosas inflorescencias amarillas.
Entre la flora exótica difundida en la zona se puede mencionar a los cardos, el diente de león y la flor morada. En la zona cercana a la ruta resulta preocupante la reciente proliferación del pino de Alepo, el cual -de no controlarse- tenderá a cambiar el paisaje original. También existe en el parque una especie perteneciente a las orquídeas, identificada como Brachystele dilatata, que forma pequeños grupos o manchones en roquedales y prados, aún hasta en las cumbres de los cerros.
Además suelen ser abundantes la flor reina en los bordes de arroyos, y los quebradillos, que crecen al costado de los caminos al oeste del cordón montañoso, de frutos en forma de bolitas negro-azuladas muy utilizados para la elaboración de bebidas alcohólicas. La barba de chivo o lagaña de perro, suele crecer al borde de las barrancas de arroyos y en los terraplenes del ferrocarril cercano al parque; ésta florece en verano y otoño. También hay flores de Santa Lucía, arvejillas, abundantes cantidades de trifurcias y las ortigas macho o amor seco, de frutos pegajosos y urticantes, que se abren en espiral cuando maduran.
Las chauras son una especie etnomigráfica rara, que crece en la cima del cerro Cura-Malal Grande; de hasta 2 m de altura, florece en primavera y sus frutos son comestibles. La Macrosiphonia petraea, frecuente en las partes bajas e insoladas de las sierras, suele florecer al atardecer. Las petunias silvestres, de flores perfumadas, y Habranthus tubispathus florecen en verano, luego de las lluvias. Senecio pulcher, de flores muy llamativas, se desarrolla en los valles anegados del parque. Las margaritas punzó y Eupatorium macrocephalum crecen a lo largo de arroyos. Agalinis genistifolia crece al este en las laderas sombreadas, junto con otra especie similar, de flores de igual color pero más pequeñas. La abejorra crece en los roquedales e imita con su labelo a un insecto como mecanismo de polinización. También es frecuente ver en los alambrados del parque a la pasionaria mburucuyá, cuyos frutos se emplean en la confección de dulces, y son una fuente de alimentos para muchas especies de aves.

### Fauna

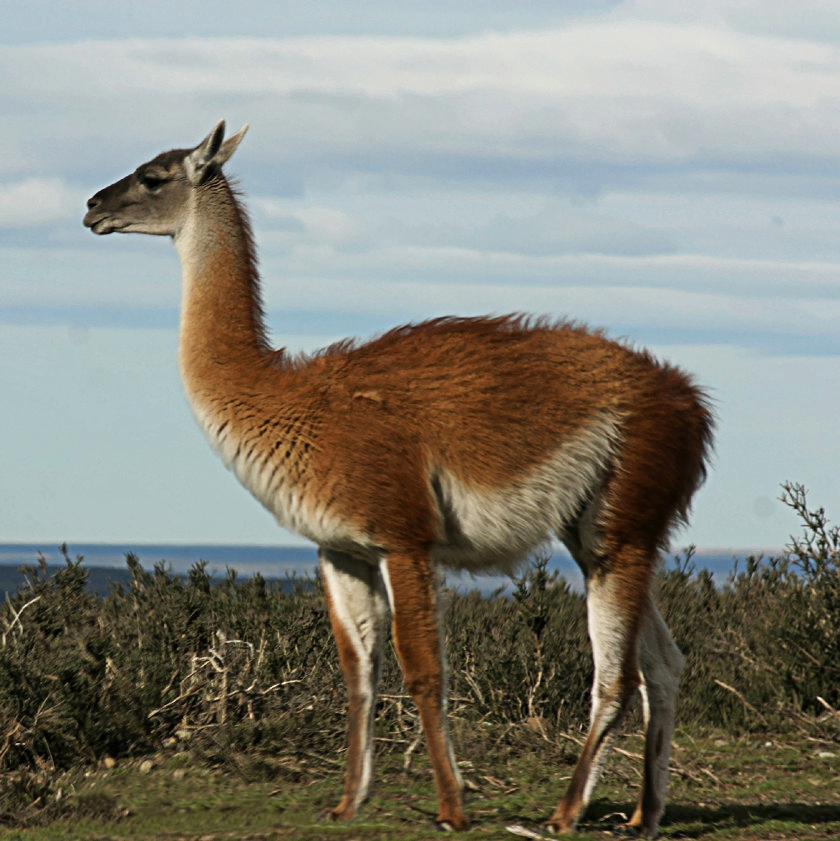
Guanaco

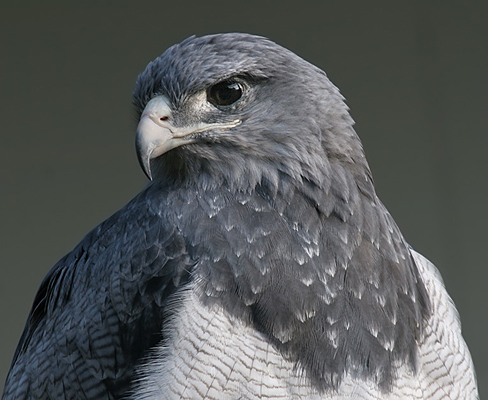
Águila mora

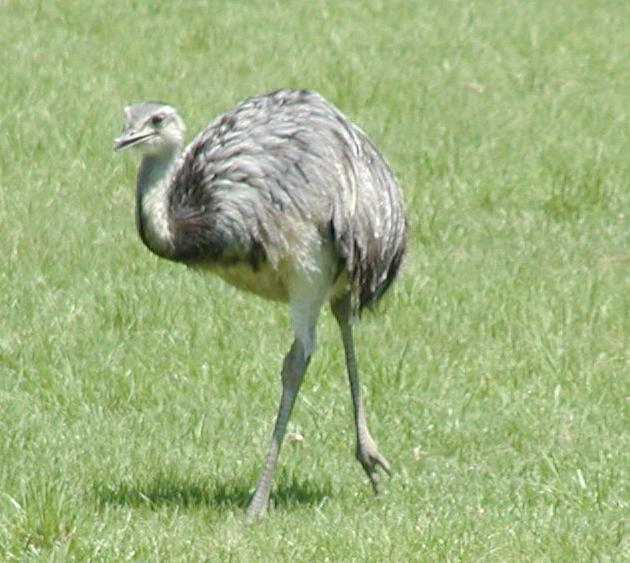
Ñandú

La fauna autóctona incluye mamíferos como guanacos, especie que en el pasado pobló en gran número la región. En la actualidad, el Parque Provincial Ernesto Tornquist es el refugio de la última manada de guanacos (Lama guanicoe) salvajes en todo el territorio de la provincia de Buenos Aires. Además se encuentran zorros, zorrinos, peludos, mulitas y vizcachas. Endémica de esta zona es la lagartija Pristidactylus casuhatiensis.
Además, fueron introducidos en la zona caballos cimarrones, ciervos y cabras epecialmente cabras de Angora.

#### Área de Importancia para la Conservación de las Aves (AICA)
Dentro del grupo de las aves se encuentran: perdices, picos de plata, varios tipos de tordos, lechucitas de las vizcacheras y aves rapaces como halconcitos, lechuzones y águilas moras. También hay aves carroñeras como caranchos y chimangos. El Parque Provincial Ernesto Tornquist ha sido designado como un Área de Importancia para la Conservación de las Aves (AICA) gracias a la concentración elevada de especies endémicas y a la gran diversidad vegetal que las sustenta.
Entre los pastizales de paja colorada y cortaderas, que predominan en los márgenes de los arroyos y en las zonas bajas, se han registrado unas 125 especies de aves que resultan allí comunes y otras 84 especies raras u ocasionales.
Entre las especies de aves denominadas como "obligadas de pastizal", (que solo anidan en ese hábitat, y particularmente en los pastizales conocidos como "flechillar") se encuentran Ammodramus humeralis, Cistothorus platensis y Anthus correndera. Otras especies amenazadas, asociadas a estos pastizales, incluyen a Rhea americana conocido como ñandú y Sturnella defilippii o loica pampeana. Las sierras albergan también poblaciones de canasteros pálidos (Asthenes modesta), gauchos serranos (Agriornis montana), piquitodeoro común (Catamenia analis) y jilgueros australes (Sicalis lebruni), que son especies prácticamente ausentes o raras en otros ambientes fuera del sector serrano de la región pampeana.
Entre las especies más abundantes que prefieren anidar en sectores de pajonal se encuentran Hymenops perspicillatus, Sicalis luteola, Embernagra platensis y Pseudoleistes virescens. Las especies frecuentes que anidan en áreas de flechillar son Nothura maculosa, Cistothorus platensis, Anthus correndera, Zonotrichia capensis y Ammodramus humeralis. Se destaca Sicalis luteola, que tiene la versatilidad de anidar en ambos ambientes (de flechillar y de pajonal). También es muy popular el tordo común que suele usar los nidos de otras especies menos abundantes como Zonotrichia capensis, Pseudoleistes virescens y Sturnella loyca.

## Geología

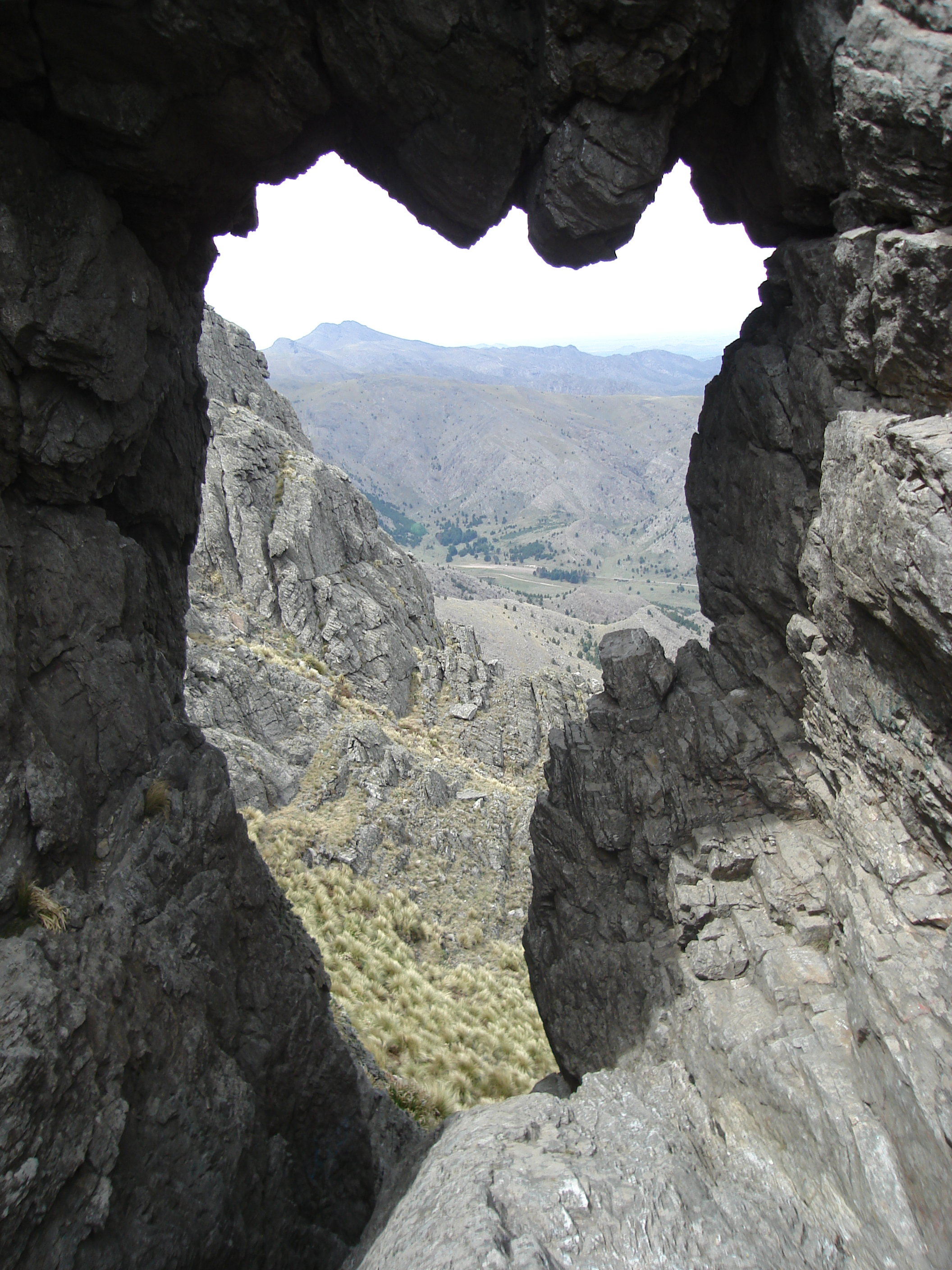
Vista del Hueco del Cerro de la Ventana.

El Parque está enclavado en la zona central del Sistema de Ventania, el cual está formado por una compleja estructura de plegamientos. Representa un ejemplo geológico destacable a nivel mundial, ya que es uno de los sistemas más antiguos del mundo, con edades que van de los 280 a los 500 millones de años. Muestran a través de sus pliegues la fuerza con la que se elevó este cordón hace aproximadamente 260 millones de años.
En su mayor parte está constituido por rocas cuarcíticas originadas por el trabajo constante del océano, que ocupaba esta región durante la era primaria o paleozoica. La orogenia de las sierras se produjo en la Era Mesozoica y en la Era Cenozoica o Era Terciaria; los fuertes movimientos tectónicos que afectaron al planeta produjeron en estas sierras una importante destrucción, que juntamente con los efectos erosivos labraron una morfología caracterizada por las fuertes pendientes, abras transversales a la elongación de las sierras y cerros cuyas rocas se ven totalmente partidas y fracturadas. Son sierras de idénticas características a las del Sur de África y Australia.
En este antiguo sistema se han encontrado fósiles y huellas de animales anteriores a los dinosaurios, y toda la zona está regada de vestigios de la fauna marina conformada por moldes de valvas de conchillas, entre otras especies, pertenecientes al paleozoico medio, de unos 400 millones de años de antigüedad. En ese paisaje el parque ofrece sectores vírgenes con fósiles del Devónico inferior entre paredes de rocas plegadas.
Los picos más altos de las sierras del Sistema de Ventania son: el Cerro Tres Picos, de 1 239 m s. n. m.; el Cerro Destierro Primero, de 1 172 m s. n. m.; y el Cerro Ventana, de 1 134 m s. n. m.

## Ecología
La Administración de Parques Nacionales está controlando y estudiando la proliferación de plantas y animales exóticos, es uno de los problemas más graves que afectan al área. No obstante, debido a la gran transformación del pastizal pampeano por la mano del hombre, muchas especies del lugar se extinguieron y otras corren peligro de que les suceda lo mismo. Las especies exóticas, tanto de la flora como la fauna introducidas — en su mayoría europeas, como caballos, pinos, cipreses, ciervos, jabalíes y truchas — que en otros ecosistemas pueden ser beneficiosas, aquí deben ser controlados para evitar daños al ecosistema nativo. Por otro lado, la transformación acelerada de los pastizales naturales en tierras destinadas a actividades agrícolas y ganaderas de la región afecta de manera particular a las aves de pastizal, cuya reproducción depende de forma estricta de estos ambientes. Por otra parte, el uso intensivo de agroquímicos en los campos lindantes al parque han producido la contaminación de la cuenca alta del río Sauce Grande, cuyo naciente se encuentra dentro del parque mismo.
Entre los casos más importantes se destaca la especie Senecio madagascariensis, conocida como Senecio Amarillo, una maleza tóxica perenne, que proviene de África del Sur; pero que se ha difundido ampliamente en la zona bonaerense, nordeste argentino y la región de Cuyo. En particular en el parque ha producido un retroceso de la flora autóctona y pone en riesgo la subsistencia de algunas especies que compiten por su hábitat similar.
Otro caso de invasión botánica no menos grave la produce el pino de alepo o Pinus halepensis, que fue llevado a la región en pequeños grupos sobre la falda del Cerro Ventana, y luego de varios incendios se activaron sus semillas y se diseminaron gracias a los fuertes vientos de la región, formando en pocos años enormes bosques naturales pero exóticos. Es un pino muy saludable con alta capacidad reproductiva en áreas montañosas, proveniente de Europa, que reduce la riqueza y diversidad de las plantas nativas, desplazando las plantas endémicas y favoreciendo la colonización de otras especies exóticas particularmente en el área de Sierra de la Ventana. Como causa de esto restan espacio de hábitat natural para las distintas especies de aves del pastizal pampeano y promueven el avance de aves oportunistas de otras regiones del país. Para su control, distintas entidades como la Administración de Parques Nacionales, universidades y entes provinciales realizan un control mecánico (Botánica) de estos bosques.
En realidad, la vegetación original de la pampa ha estado modificándose paulatinamente a partir del siglo XVI, y el Parque Provincial Ernesto Tornquist es uno de los últimos sitios que resguardan el aspecto original de la región pampeana antes de la llegada de los europeos; aun así, hoy día es difícil hallar sectores que no estén alterados como respuesta directa o indirecta a las actividades humanas.

### Jardín Botánico Pillahuincó
Uno de los emprendimientos ecológicos más destacables que se realizan dentro del área del parque es el Jardín Botánico Pillahuincó (JBP), que es administrado por la Universidad Nacional del Sur y la Dirección de Áreas Protegidas de la Provincia de Buenos Aires; promueve la investigación de los requerimientos necesarios para el cultivo de plantas nativas del sistema de Ventania como parte de una estrategia de conservación y educación ambiental.
Este proyecto comenzó con la construcción del aula-laboratorio en el año 2002, y actualmente es un jardín botánico donde se conservan los pastizales naturales de la región pampeana, que alberga poblaciones de especies de la fauna silvestre muy escasas en el resto de la zona, tal como guanacos, pumas y gatos monteses, comenzando con la recolección de semillas, bulbos y esquejes de plantas propias de las sierras, continuando hasta nuestros días con el apoyo del BGCI. Su código de identificación internacional como institución botánica es PILLA.
Actualmente se desarrollan tareas tendientes a recuperar aquellas zonas afectadas por el avance de especies invasoras en la zona (pinos, retamas o acacias), siendo una de las mayores dificultades concientizar a la población de la zona o en general, debido a la escasa valoración pública de los ambientes de pastizal. Se observa que las personas asocian el avance de los árboles como una situación positiva desde el punto de vista paisajístico y ambiental, y valora escasamente la flora nativa y desconoce el origen exótico de los árboles que pueblan las sierras. Se busca potenciar a las plantas autóctonas como posibles plantas ornamentales (ensayos de germinación y cultivo por esquejes, división de matas y semillas), junto con el desarrollo de listas alternativas para reemplazar especies invasoras por nativas o exóticas menos agresivas para usos forestales y ornamentales y cumple una función de conservación, preservando las especies amenazadas y en peligro de extinción.
Por otro lado desempeña una función didáctica, siendo en sí mismo un centro de aprendizaje, que brinda a las escuelas un aula viva donde aprender sobre el medio ambiente, las plantas y su cultivo. Representa también un lugar de ocio para toda la comunidad donde se brinda una educación sobre la naturaleza y modo de respetarla, mediante las visitas guiadas. En el Jardín también se cultiva una especie que se encuentra en severo riesgo de extinción, Senecio leucopeplus, de la que solamente se conoce un ejemplar creciendo en la naturaleza.

### Incendios
El pastizal pampeano ha sido ecológicamente afectado por los incendios naturales desde antes de la aparición del hombre en la zona, por lo tanto gran parte de la comunidad biológica está integrada por especies adaptadas a sus efectos. Por otra parte, es posible que las especies no adaptadas al fuego y restringidas a un sector determinado sean extinguidas por los fuegos catastróficos que se dan por una suma de condiciones. Entre ellas, el aumento desproporcionado de pajonales y la supresión de los incendios naturales durante décadas; que, sumado a las altas temperaturas y los bajos niveles de humedad, durante ciertos días del verano bonaerense aumentan la probabilidad de un incendio descontrolado de alta intensidad.
A pesar de los esfuerzos de conservación realizados por biólogos y guardaparques, la reserva se encuentra amenazada por invasiones de especies exóticas y unas de las más importantes son las del pino de Alepo y la retama. Y justamente estas especies se encuentran muy bien adaptadas al fuego y han realizado un notable avance progresivo producto de los incendios.
Entre los incendios más importantes de los últimos años se destacan:

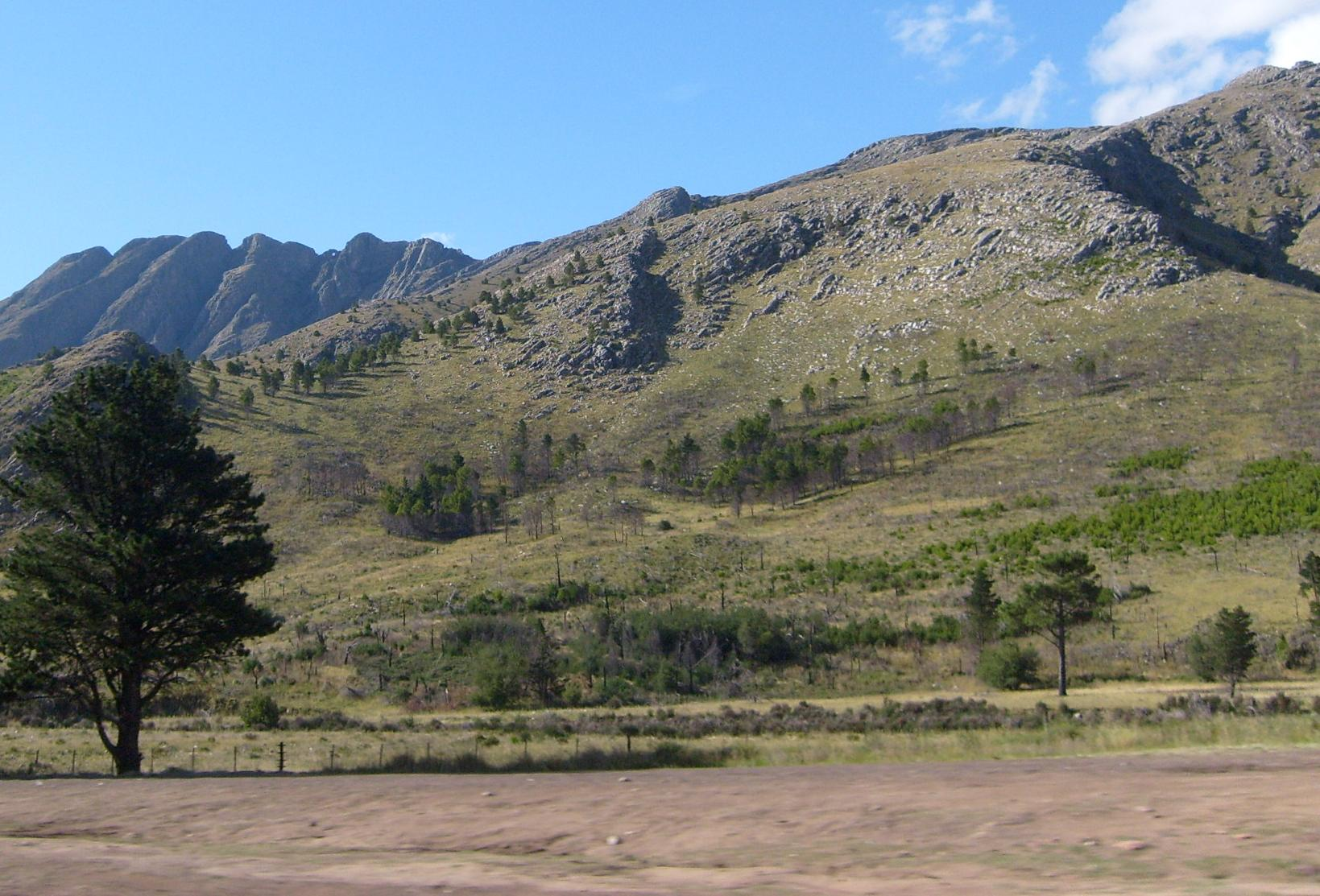
Proliferación de Pinus halepensis al pie del cerro de la Ventana (febrero de 2010).

- Incendio de enero de 1987: Fue el peor incendio en la historia de la región serrana (aunque ya el de enero de 2014 parece haberlo superado en magnitud), con la destrucción de más de 35 000 ha de campos y cerros. El incendio comenzó probablemente después de caer un rayo en la zona tras una fuerte tormenta eléctrica.[32] Desde el punto de vista ecológico este incendio desató la reproducción de la especie foránea pino de Alepo, originaria de la región mediterránea que incrementó de manera exponencial su distribución dentro del parque.[33] El incendio pudo ser controlado gracias al esfuerzo desmedido y la desesperación de los habitantes del lugar y varias dotaciones de bomberos de Bahía Blanca y otras localidades; pero el daño ya estaba hecho. Seis meses después comenzó el lento proceso de reforestación y se plantaron aproximadamente 3 500 árboles, donados por el vivero del Parque Provincial Ernesto Tornquist y por otras empresas privadas de la zona. Entre las especies forestadas se plantaron Eucalyptus, pinos, cipreses, acacias blancas y fresnos americanos, entre otros taxones.[34]
- Incendio del 25 de febrero de 2003: Al igual que otros tantos, también fue de origen intencional por la acción de un pirómano.[35] Comenzó en la estancia Funke, dentro de la zona del Abra de la Ventana, y antes de llegar a ser extinguido arrasó arboledas de distintos sectores del sistema serrano de altura en la localidad turística de Villa Ventana. Dentro del parque se quemaron unas 400 ha, muchas de ellas forestadas con pinos. En las laderas del Cerro de la Ventana, de 1 146 metros de altura, el fuego se mantuvo en los sectores altos, por lo que fue difícil combatirlo. Muchos de esos árboles quemados eran reposición de los que fueron consumidos por el gran incendio de 1987 y eran consideradas aún plantas jóvenes.[35]
- Incendio de diciembre de 2003: Fue un incendio generado intencionalmente por vandalismo y destruyó 200 ha en la zona del Parque Torquinst.[32]
- Incendio del 20 de enero de 2008: El domingo 20 de enero de 2008 se produjo uno de los incendios más importantes, compuesto por tres focos en las inmediaciones de la ruta provincial 76. Uno de estos focos ígneos avanzó en dirección al Parque Ernesto Tornquist, por lo que los bomberos y personal de la municipalidad local se concentraron en combatir ese foco.[36]
- Incendio de la primera semana de enero de 2014 en gran medida se debió a la sequía y a las elevadas temperaturas provocadas por la ola de calor Argentina de diciembre de 2013 así como a factores humanos como la desaprensión y la negligencia, oficialmente se declararon incendiadas aproximadamente 48.000 hectáreas en la zona de la Sierra de la Ventana y sus aledaños así que este incendio parece haber superado al de 1987.[37] De las 6800 ha de la Reserva 6200 fueron afectadas por el incendio.[38]

## Arqueología
Arqueológicamente el parque representa, dentro del Sistema de Ventania, un recurso arqueológico de relevancia ya que en el mismo se encuentran sitios con arte rupestre sobre formaciones rocosas superficiales y en cuevas de poca profundidad donde los nativos de estas tierras realizaron distintas manifestaciones artísticas de importante valor histórico y antropológico. Estas pinturas son similares por su geometría simple y su concepto abstracto a las que se han hallado en el resto de la Región Patagónica y en las provincias de Mendoza, San Luis y La Pampa.
Estos sitios arqueológicos están protegidos, ya que por su condición de fragilidad han sido a veces vandalizados por turistas, perdiéndose para siempre el legado cultural de los pueblos originarios que habitaron la región. El hecho que los mismos se ubiquen dentro de la reserva garantiza que estos reservorios arqueológicos sean preservados para las generaciones futuras.
El parque posee en varias de sus cuevas y aleros de rocas importantes representaciones rupestres, que los arqueólogos han fechado con más de 1500 años de antigüedad. De veintisiete yacimientos descubiertos en el Sistema de Ventania, cinco se encuentran dentro del parque:
- Alero Corpus Christi.
- Cueva Parque Tornquist 1.
- Cueva Parque Tornquist 2.
- Cueva del Toro.
- Cueva 2 Arroyo San Pablo.

El estudio de estas pinturas y de otros objetos encontrados en la zona, como decorados en cerámica, mantos de cuero, calabazas, placas, hachas y adornos y las pinturas en quillangos (ponchos tehuelches y mapuches), presentan un estilo de greca.

## Actividades turísticas

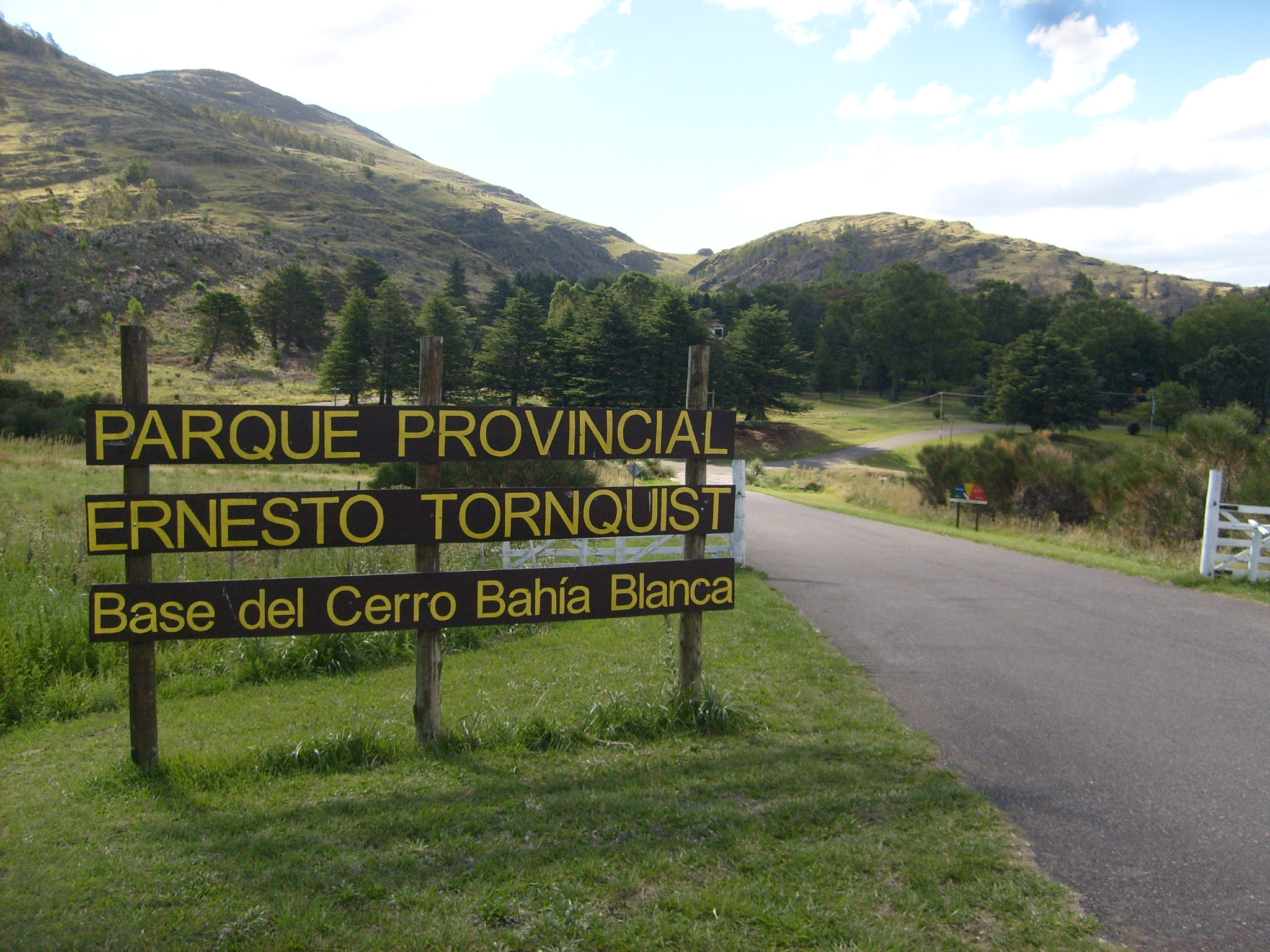
Acceso a la administración del parque al pie del cerro Bahía Blanca.

Es posible realizar un importante número de excursiones diferentes dentro del Parque. La actividad turística dentro del mismo es administrada por el Ministerio de la Producción de la Provincia, área encargada de preservar la naturaleza y los ecosistemas naturales con el fin de mantener el carácter de la "isla ambiental" que singulariza a toda la región del Sistema de Ventania. Es por ello que se encuentran vedadas las actividades que alteren las condiciones primitivas o el nivel normal del equilibrio ecológico de la zona.
El Parque Provincial Ernesto Tornquist posee dos ingresos. El primero — que se encuentra sobre la Ruta Provincial 76 a solo 22 km de la localidad de Sierra de la Ventana — posee una oficina de informes y una sala donde pueden verse exhibidores preparados con elementos que integran los distintos ambientes identificados en estas sierras. Este sector dispone de amplias áreas forestadas y parquizadas con fogones y baños públicos con el objeto de que el turista pueda disfrutar una jornada al aire libre y en contacto con la naturaleza. También es posible solicitar una muestra audiovisual a cargo del guardaparques, que informa sobre la importancia de este parque y su trabajo de protección y conservación de las especies autóctonas y endémicas que en él se encuentran.
El otro acceso está en la base del Cerro Ventana, donde los guardaparques y guías voluntarios son los encargados de informar y cobrar al visitante el ingreso.
Dentro de las diferentes actividades y excursiones permitidas dentro del parque se destacan:
- Excursión al Hueco de la Ventana. Era un circuito autoguiado, de bajo esfuerzo, que permite ascender en aproximadamente cinco horas a la cima del Cerro Ventana, siguiendo un camino peatonal con diez estaciones de descanso indicadas con carteles.[20] Permite al visitante ir conociendo los árboles cultivados, los arroyos serranos, la geología regional, el pastizal serrano y en la cima el "Hueco de la Ventana" que es una extraña formación rocosa de unos ocho metros de alto por cinco metros de ancho. Actualmente existe una campaña que aboga para que vuelva a ser autoguiado: https://www.facebook.com/sierradelaventanaparatodos?fref=ts
- Garganta del Diablo: caminata guiada de relativa dificultad de unas cinco horas de duración, que parte de la casilla de informes ubicada en la base del Cerro de la Ventana y cuenta con atractivos para aquellos que gusten de las caminatas y la geología de las sierras.[2]
- Las Cumbres: circuito guiado de moderada dificultad que recorre la cima de la montaña a la derecha del Cerro Ventana y permite apreciar el enorme precipicio que abre la Garganta Olvidada.
- Garganta Olvidada: excursión de carácter autoguiado de relativa facilidad que dura aproximadamente hora y media[20] y recorre el cauce del arroyo en dirección a su naciente al pie del Cerro Ventana. Allí, en épocas de lluvias, puede encontrarse una caída de agua de más de cinco metros de altura, y se encuentra el único lugar habilitado en el parque para practicar escaladas.
- Sendero al Cerro Bahía Blanca: con un recorrido de una hora, implica un ascenso de esfuerzo moderado hasta alcanzar la cima del cerro a 739 m s. n. m., el cual ofrece la mejor vista panorámica del lugar frente al cerro Ventana.[24]
- Cueva del Toro: es una gruta natural de unos 30 metros de profundidad. Para visitarla hay que realizar un recorrido de 2 km con una duración de 4 horas, desde la base del parque.[41]
- Fuente del Bautismo: es un gran piletón natural de unos dos metros de profundidad al que se accede en una excursión autoguiada de dos horas de duración.[20][7]
- Excursiones nocturnas: esta nueva propuesta del parque, una de las primeras de ese tipo en el país, consiste en una caminata de dos horas de duración donde los guías comparten con el visitante los secretos de la noche serrana.[20]
- Paseo a la reserva de pastizales y la zona de cuevas: durante el mismo se pasa por la Piedra de la Mesa, el Alero de Corpus Christi (arte rupestre) y la Piedra de los Mil Ecos entre otros lugares de nombre sugestivo y paisajes agrestes.
- Cueva de los Helechos: es una gran cavidad natural cubierta de estas plantas típicas de la región.

Estos recorridos se realizan a pie, pero la geografía de las sierras ofrece también varios faldeos y valles aptos para bicicleta de montaña y cabalgatas.